# Preraffaeliták

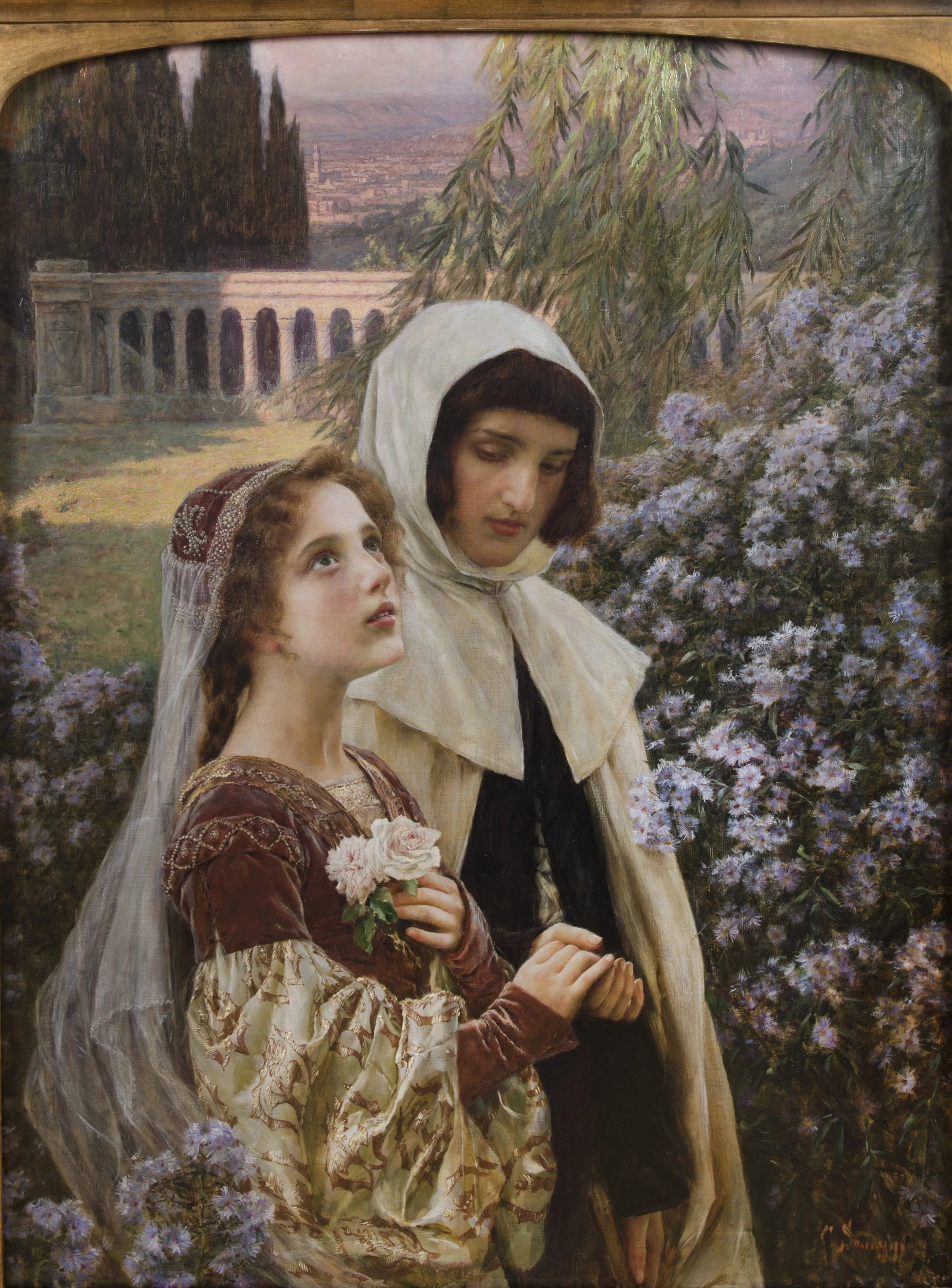
Dante és Beatrice a kertben, 1903, pre-rafaelita stílusú mű, Cesare Saccaggi da Tortona

A preraffaeliták angol író- és művészcsoport, mely 1848-ban William Holman Hunt (1827–1910), John Everett Millais (1829–1896) és Dante Gabriel Rossetti (1828–1882) vezetésével alakult azzal a szándékkal, hogy a kor festészetét kivezesse a felületes akadémizmusból. További alapító tagok:
- James Collison — 1850-ben kivált,

- Frederick Stevens — később minden művét megsemmisítette és műkritikus lett,

- William Rosetti, Rosetti öccse, szintén kritikus, egyben a csoport titkára  és

- Thomas Woolner szobrász, aki később Ausztráliába költözött

A csoport 1850-től folyóiratot jelentetett meg a The Germ (A Csíra) címmel; ez négy számot élt meg. A cikkek nem annyira művészetpolitikát fogalmaztak meg, mint inkább  művészi véleményeket — ezeket nagyjából a „Le Joshua Reynoldsszal, le a Királyi Akadémiával, le a "barnafestéssel", le Raffaellóval, éljen a quattrocento előtti olasz művészet és irodalomǃ” jelszavaival foglalhatjuk össze. A két kritikus akár egy manifesztumot is megfogalmazhatott volna, de nem tették.
Céljuk a mélyebb élmények őszinte, eszményítő kifejezése volt. Mintaképük a Raffaello előtti 15. századi toszkánai festők művészete volt. Romantikus álláspontról bírálták a polgári társadalmat, idealizálták a középkort, és a korai naiv művészetet próbálták feltámasztani. Misztikus szimbolizmus és stilizáltság jellemezte művészetüket. Festészetük részletező, naturalisztikus, merev és természetellenes. Később csatlakozott a csoporthoz Edward Burne-Jones (1833–1898) és William Morris (1834–1896).
Irodalmi szószólójuk John Ruskin volt. A költők közül például Algernon Charles Swinburne és Robert Browning munkásságán hagyott nyomot munkásságuk.
Céljaik és stílusuk valójában nem annyira a kora reneszánsz művészetéhez hasonló, mint inkább a nazarénusokéhoz.
Művészi tevékenységük nagy hatással volt a később kibontakozó szecesszió mozgalmára és a szimbolizmusra.
Magyarországon Gulácsy Lajos festészetére hatottak erősen.

## Előzmények

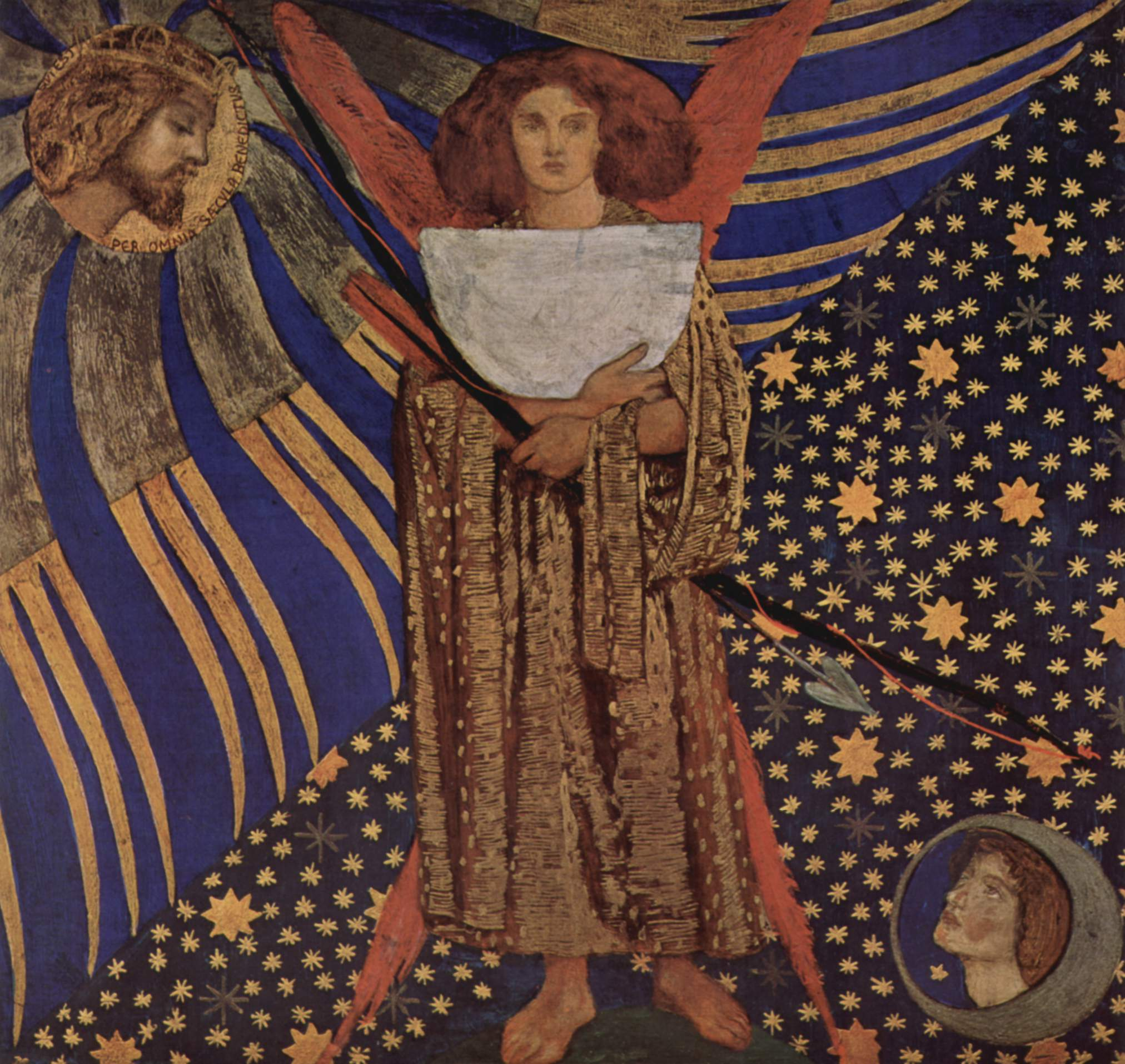
Dante Gabriel Rossetti: Dante álma 1859, Tate Gallery, London

A kör létrejöttében meghatározó szerepet játszott a hivatalos festészettel és az erkölcsével szembeni ellenszenv. 1848-ban Viktória királynő uralkodásának tizedik évfordulóját ünneplik, tart a tudományos és ipari forradalom. Európában forradalmi mozgalmak zajlanak. Constable több mint tíz éve halott. Turnernek még három éve van hátra életéből. E két művész rendítette meg az akadémizmust, ami még mindig uralkodó az angol művészetben. Ilyen viszonyok mellett lázad fel néhány nagyon fiatal művész, Millais, Hunt és Rossetti. A jövendő preraffaelisták érzik, hogy művészetük felszabadítása az akadémizmus által fenyegetett festészet felszabadításával jöhet létre. Rossetti így ír erről: 
„Amit ma irányzatnak nevezünk, meglehetősen komoly dolog volt, de az ötletet, hogy egy csapatot alakítsunk közös névvel, csak tréfának szántuk. Rendkívül nagy ellenszenvet éreztünk akkor az Akadémia iránt, képeinket azokkal a híres iniciálékkal írtuk alá tisztán szórakozásból, hogy törvényen kívül kerüljünk”
A fiatal művészek az akadémikusoknak azt róják fel, hogy egyetlen festészeti módszert ismernek el, ez Raffaello művészete, mellyel egyáltalán nem azonosulnak. Véleményük szerint ez a mesterséges, merev festési módszer a szín fölé helyezi a rajzot, az egyensúlyt a mozgás fölé. A klasszikusokat minden kortárs, modern festő fölé. Ily módon a saját festői kifejezésük vízióját kénytelenek megcsalni.
A preraffaeliták ahhoz, hogy megszabadítsák a művészetet az akadémizmustól, a stílus tekintetében a festészet történetéből merítenek, s nem elégszenek meg néhány ikonnak kikiáltott mesterrel, akikre állandóan hivatkoznak a hivatalos festők. Érdeklődésük kiterjed a Raffaellót megelőző festők munkáira. Tanulmányozzák a kortárs alkotók munkáit is, mint Turner, Blake, Géricault, Delacroix, vagy Ingres, ideértve a régi koloristákat is mint Giorgione, vagy Rubens. Kapcsolódnak a 19. század eleji német festők csoportjához a nazarénusokhoz, akik szintén fellépnek az oktatás akadémikus elveivel szemben. Érdeklőnek az iparművészet, irodalom, mitológia, a kor társadalmi eseményei iránt. A mozgalom ereje és egyben a gyengesége is a témák és érdeklődési kör sokszínűségében rejlik. Hatással vannak más festőkre, mint Redon (1840-1916) és Moreau (1826-1898), valamint a szecesszió művészeire.

## A kör megszületése

William Holman Hunt: Rossz pásztor 1851, City Art Galleries, Manchester

1848 szeptemberében Millais-nél létrehozták a Preraffaeliták körét. (P. R. B., Pre-Raphaelite Brotherhood). Hét tagja volt a társaságnak: Millais, Hunt, Dante Gabriel Rossetti, és testvére William Michael, James Collinson (1812-1881) misztikus katolikus, F. G. Stephens, a későbbi kritikus, és Thomas Wollner szobrász. Rossetti lett a kör titkára, megfogalmazta a csoport programját: „Lenni kell átadható, eredeti ötletnek. Figyelmesen kell és meg kell tanulni azt művészi formában visszaadni. Pozitívan viszonyulni az iránt, ami a művészetben közvetlen komoly és őszinte, elvetni azt ami konvencionális, ami csupán önmagunk megmutatása és tisztán mesterkélt ismétlés.” Megegyeztek abban, hogy műveik alá csupán a P. R. B. betűket írják, melynek jelentését titokban kell tartani, és hogy inspiráció fő forrása a középkori vallás, vagy mitologikus, és idealisztikus felfogású jelenetei, valamint az irodalomból merített témák. Esztétikájukban első helyet foglal el Dante, Shakespeare és Keats.

## Az első bemutatkozások

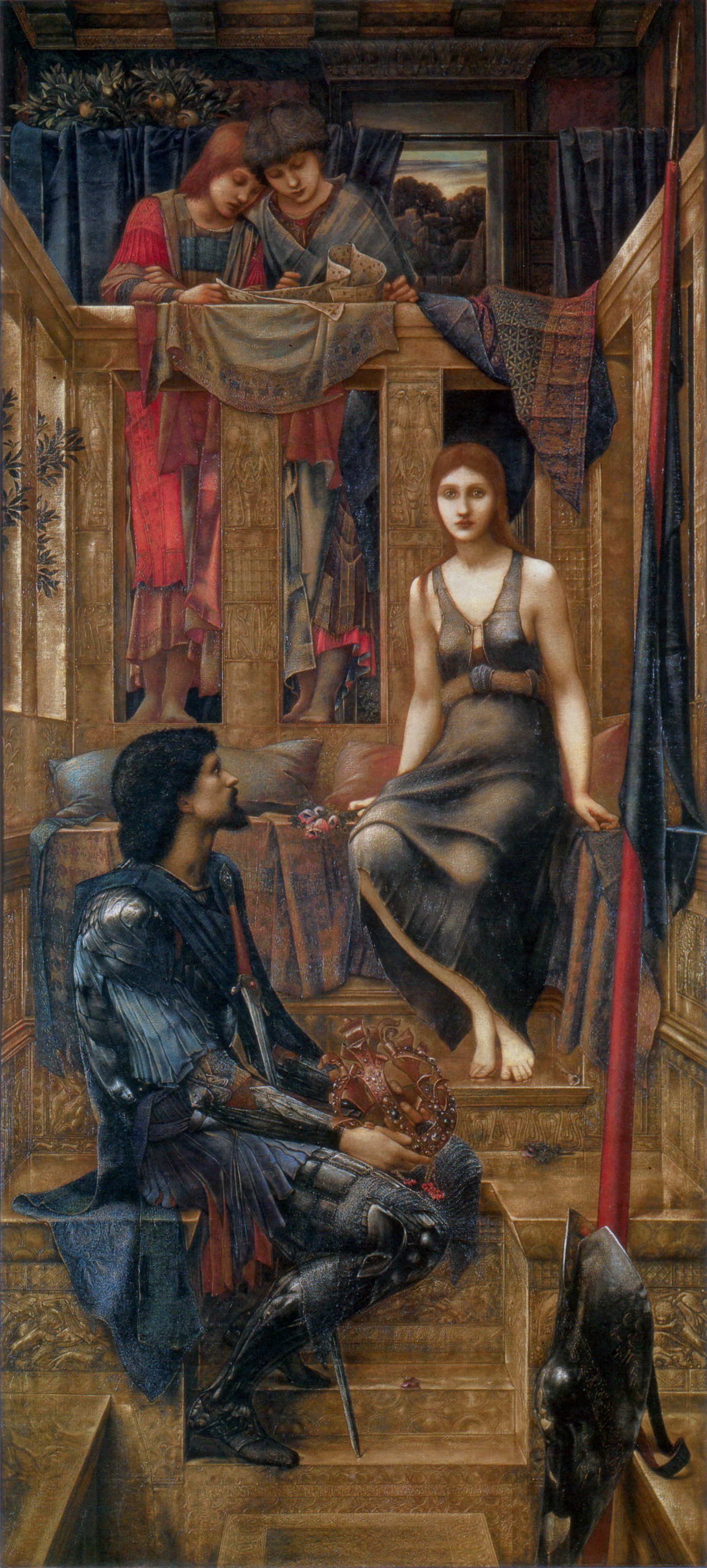
Burne-Jones:Kophetua király és a kolduslány 1884, Tate Gallery, London

Az első nyilvános bemutatkozásra 1849-ben a londoni Hyde Park Corner Galériában került sor. A bemutatott mű szerzője Rossetti volt P. R. B. aláírással. A kritikusok meglepően barátságosan reagálnak. Egy kicsit később, ugyanebben az évben hasonló betűjelzéssel szignálva új képek jelennek meg a Királyi Akadémia kiállításán. 1850-ben Rossetti kiállítja az Angyali üdvözlet-et a Portland Galériában. Hunt ugyanitt A megtért brit család megmenti a papot a druidáktól, Millais Krisztus szülei házában című munkáját állítja ki. A kritika ezúttal keményen bírálja az akadémizmus elveit és Raffaellót támadó csoport alkotásait. Heves támadások hatására a preraffaeliták a világi témák felé fordulnak. 
John Ruskin (1819-1900) 1851-ben a Timesban közzé tett leveleiben megvédi a preraffaelitákat:
A múlthoz való vonzódásuk kizárólag abban nyilvánul meg, (…) hogy vagy azt festik amit látnak, vagy azt, amit a bemutatott jelenet valóságának tartanak, figyelmen kívül hagyva a festészet mindenféle konvencionális szabályait. Kiválasztották szerencsétlen, de megalapozott álnevüket, mivel Raffaello előtt minden művész így festett, míg utána arra törekedtek, hogy szép vásznakat hozzanak létre, mint hogy a valóságot ábrázolják. (…)
A fiatal festők megismerkednek Ruskinnal és hasznosítják tanácsait.

## A kör megszűnése
John Ruskin beavatkozása után egy évvel a preraffaeliták irányába megváltozott a közvélemény, győzedelmeskedtek. Millais Ophelia című képe óriási sikert aratott. Ennek ellenére, paradox módon a csoport a következő évben felbomlott. Okai: 1853-ban Millais-t a Királyi Akadémia rendkívüli tagjává választották, Hunt Egyiptomba utazott, és ellátogatott a szentföldre. Rossetti 1854-ben feloszlatta a csoportot. Ő maradt az egyetlen, aki folytatta a hagyományokat. Ugyanakkor hatása a festészetben, irodalomban és zenében fontosnak bizonyult. Néhány műve Paul Verlaine-t és Claude Debussyt inspirálta, egyik legnagyobb hatású előkészítője volt a szecessziónak. Edward Burne-Jones, Rossetti tanítványa egész életében a tanításának hatása alatt maradt.